# 姉さんビル
姉さんビルは、茨城県つくば市の都市伝説。「姉さんの壁」「姉ビル」「姉壁」とも言われる。

## 内容
茨城県つくば市にその昔、道路の向かいに姉を見つけた少年が駆けだし、交通事故に遭った、その少年が最後につぶやいた「姉さん」の字が現場である公務員官舎の壁に現れた。かつては塗りなおしても、塗りなおしても「姉さん」という文字が浮かび上がったという。

## 実際は
だが、実際に現場を調査してみると、現地近くで怪談と同様の事故は起きていない。また、何度塗りなおしても浮き上がるというのも嘘であり、実際には一回の塗りなおしで消えてしまったらしい。なお、「姉さん」と読めるような形状になってしまったのは、本当に偶然だったらしい。

## 映像化
「ほんとにあった怖い話」で本当にあった話としてドラマ化されている。